# Aloyse Klensch
Aloyse Klensch  (né le 24 avril 1914 à Essingen et mort le 12 juillet 1961 à Luxembourg,) est un coureur cycliste luxembourgeois, professionnel de 1937 à 1939.

## Palmarès
- 1936
  -  Champion du Luxembourg sur route juniors
- 1937
  - Grand Prix François-Faber
  - 2e du championnat du Luxembourg sur route indépendants
- 1939
  - 2e du championnat du Luxembourg sur route
  - 3e du Nancy-Les Vosges-Nancy

## Résultats sur les grands tours

### Tour de France
1 participation
- 1937 : 46e et lanterne rouge